# Nocturno (Pasquale Stafano e Gianni Iorio)
Nocturno è un album registrato in studio da Pasquale Stafano al pianoforte e Gianni Iorio al bandoneón. 
L'album è stato prodotto dall'etichetta tedesca Enja Records a maggio 2016. Le liner notes sono di  Luis Bacalov, Premio Oscar per la colonna sonora del film Il postino.

## Tracce
| #  | Title                              | Composer         | Duration |
| -- | ---------------------------------- | ---------------- | -------- |
| 1  | Verano Porteno                     | Astor Piazzolla  | 6:28     |
| 2  | Invierno Porteno                   | Astor Piazzolla  | 7:23     |
| 3  | A fuego lento                      | Horacio Salgan   | 3:20     |
| 4  | El dia que me quieras (piano solo) | Carlos Gardel    | 4:51     |
| 5  | Milonga de mis amores              | Pedro Laurenz    | 10:04    |
| 6  | Volver (bandoneon solo)            | Carlos Gardel    | 6:41     |
| 7  | Le lanterne di Phuket              | Pasquale Stafano | 5:41     |
| 8  | Adios Nonino                       | Astor Piazzolla  | 8:38     |
| 9  | La Yumba                           | Osvaldo Pugliese | 5:54     |
| 10 | Sagra d'estate                     | Gianni Iorio     | 6:23     |